# Larry Page
Larry Page, właśc. Lawrence Edward Page (ur. 26 marca 1973 w Lansing) – amerykański programista, współtwórca wyszukiwarki internetowej Google Search, która zrewolucjonizowała ten segment rynku usług internetowych. Syn Carla Page’a, profesora Stanowego Uniwersytetu w Michigan.
Studiował na Uniwersytecie Stanforda. Od września 1998 członek zarządu firmy Google, ponadto od września 1997 do lipca 2001 CEO, w latach 1998–2002 CFO, a od kwietnia 2011 do października 2015 dyrektor generalny w tej firmie. Od października 2015 do grudnia 2019 CEO w firmie Alphabet Inc..
Jeden z najbogatszych ludzi na świecie. Według szacunków Forbesa jego majątek był wyceniany w 2025 roku na 144 miliardy dolarów amerykańskich, co uplasowało go na 7 pozycji rankingu.